# جيمس إم. غريغز
جيمس إم. غريغز هو قاضي ومحامي وسياسي أمريكي، ولد في 29 مارس 1861 في لاغرانغ في الولايات المتحدة، وتوفي في 5 يناير 1910 في داوسون في الولايات المتحدة. نشط حزبياً في الحزب الديمقراطي. وقد انتخب عضو مجلس النواب الأمريكي ‏.